# Dziechciniec
Dziechciniec – wieś sołecka w Polsce położona w województwie mazowieckim, w powiecie otwockim, w gminie Wiązowna.
W latach 1975–1998 miejscowość administracyjnie należała do województwa warszawskiego.
Wierni Kościoła rzymskokatolickiego należą do parafii św. Wojciecha Biskupa i Męczennika w Wiązownie.